# Степной (Свердловская область)

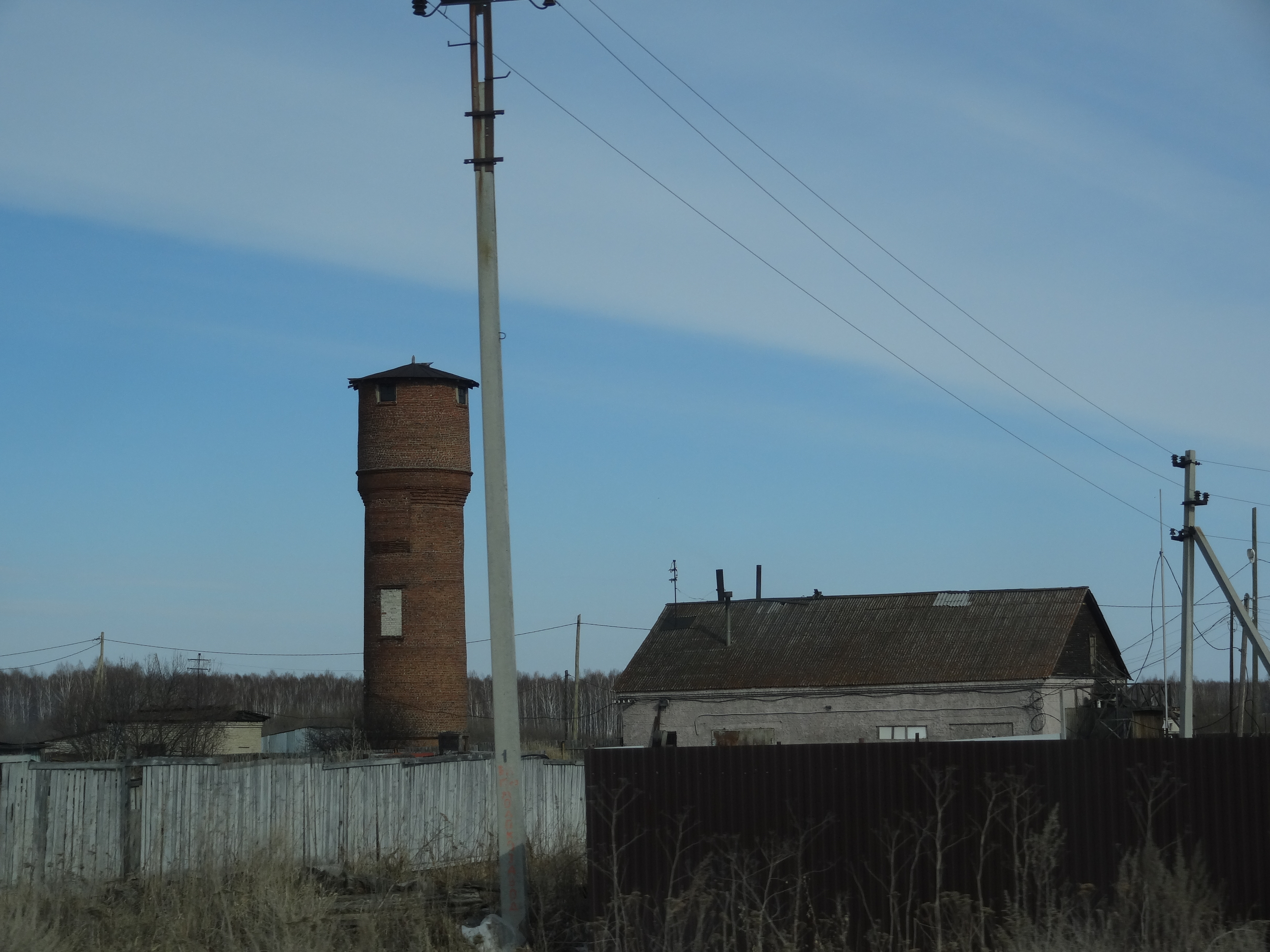
Водонапорная вышка в посёлке

Степной  (до 1985 года — База «Заготскот») — посёлок в Каменском районе Свердловской области России. Входит в Каменский муниципальный округ.
Ранее входил в состав Барабановского сельсовета Каменского района.

## География
Посёлок Степной расположен в 10 километрах к югу от города Каменска-Уральского, с восточной стороны Барабановского тракта (автотрассы Каменск-Уральский — Барабановское). В двух километрах к востоку от посёлка проходит железнодорожная ветка Каменск-Уральский — Челябинск.

## История
8 июля 1985 года Указом Президиума Верховного Совета РСФСР посёлок База «Заготскот» переименован в посёлок Степной.

## Население
| 2002 | 2010 | 2021 |
| ---- | ---- | ---- |
| 42   | ↗54  | ↘53  |

Структура
По данным переписи населения 2002 года, русские составляли 92 % от общего числа жителей Степного. По данным переписи населения 2010 года, в посёлке проживали 54 человека: мужчин — 27, женщин — 27.